# カードC
NTTカードC（エヌティティカードシー）とは、NTTコミュニケーションズが行っていたクレジット通話サービスの愛称および同サービスで使用されていた専用オートダイヤルカードの名称である。通話先限定機能などが付加されたNTTカードCプラスもあった。

## サービス開始
サービス開始当時、屋外からの連絡手段には専ら公衆電話が用いられていたが、使用には10円硬貨（1953年（昭和28年）から）・100円硬貨（1973年（昭和48年）から）が必要であること、通話を継続するには適宜硬貨を継ぎ足さなければならず、また"あと○○秒"などのカウント表示がなかったため不意に通話が切れてしまうなど不便であった。これらの不便さを解消すると同時に、会社の社員外出時の通話料経費精算の手間を省くという触れ込みで、1981年（昭和56年）に、外出先での通話料を非即時課金とし、後日加入電話の料金と合算する付加サービス「クレジット通話サービス」の提供が開始された。

## 当初のサービス形態と問題点
クレジット通話サービスを契約すると、NTT（現: NTTコミュニケーションズ）より会員番号と設定用コードが送付される。設定用コードは暗証番号の設定・変更の場合のみに使用する。会員番号と設定用コードは変更できない。
当初サービスは、106番でオペレータを呼び出し、クレジット通話であること、更に加入者電話番号・暗証番号・相手先電話番号を告げて接続してもらう（市外局番+177の天気予報も相手先番号として利用可能。）手動クレジット通話と、これらの番号をプッシュボタン式公衆電話からサービス番号（121番）に続けてダイヤルすることで、交換機が相手先に接続する自動クレジット通話の2つのサービスがあった。

### 問題点
しかし、手動式では割高な100番通話料金が適用され、自動式はサービス番号・加入者電話番号（のちに、セキュリティ向上のため、ランダムな会員番号に変更）に加え、暗証番号・相手先の電話番号まで、多くの番号をダイヤルしなければならず、しかも間違えたら一旦電話を切って最初からやり直さなければならないため、不便であった。
その後、1983年（昭和58年）にテレホンカード式公衆電話が登場し、小銭を多く持たなければいけない問題は解決したものの、残度数を気にする必要は残った。また、企業においてテレホンカードの支給・管理に手間がかかることに変わりはなかった。

## 「カードC」登場、その後

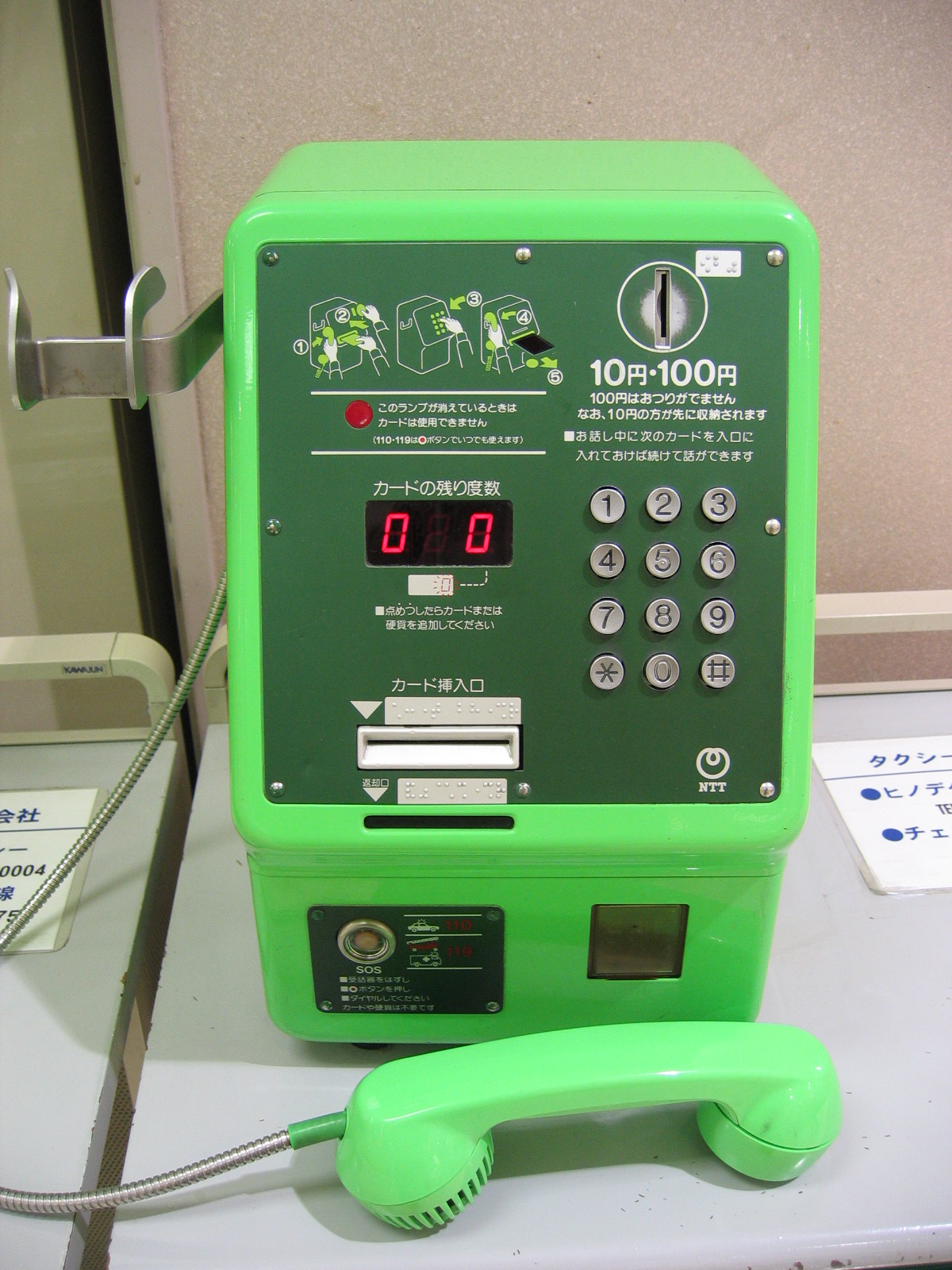
0 0度数表示

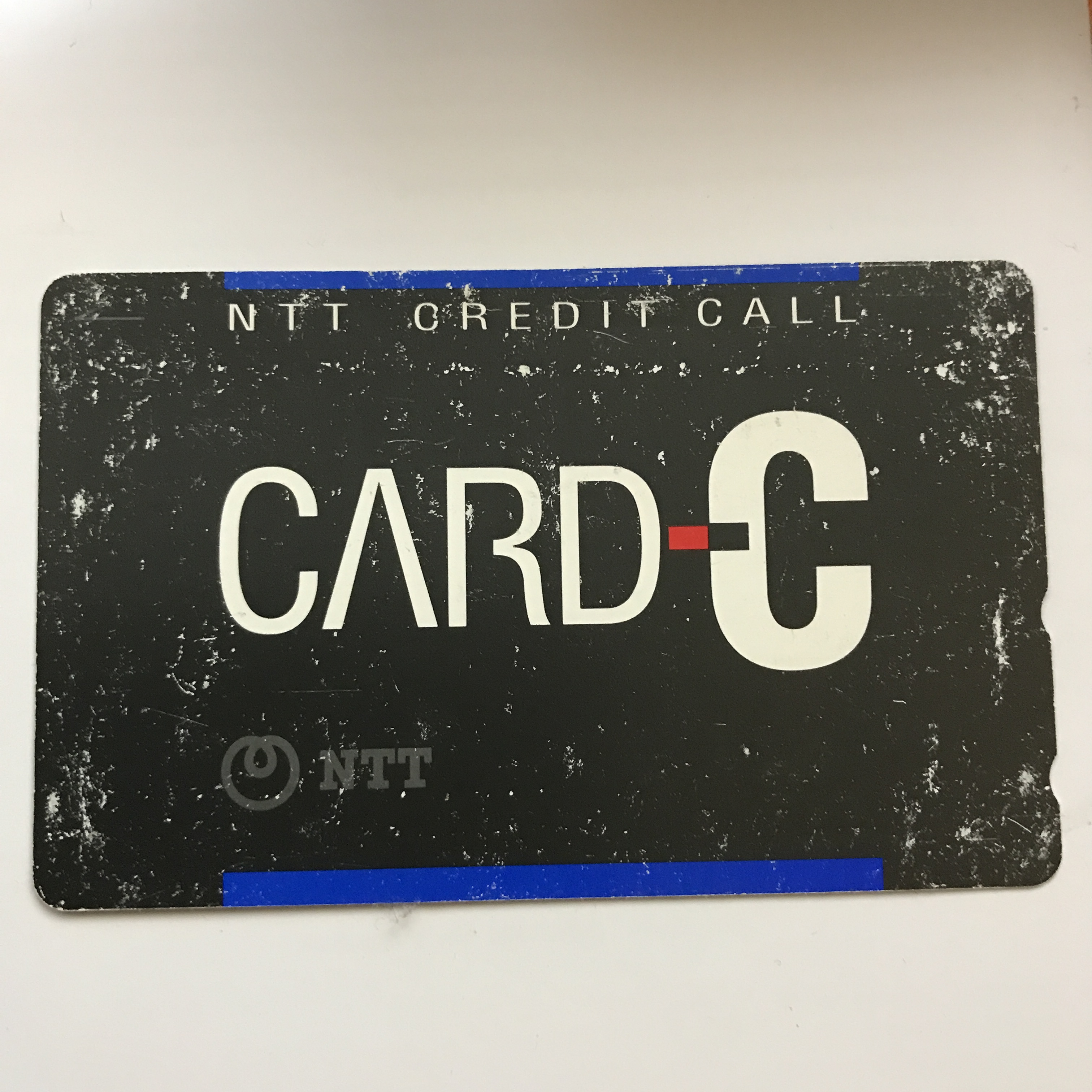
クレジット通話用カード CARD-C

そこで、オートダイヤル対応テレホンカード公衆電話の普及を見計らって、「オートダイヤルカード」の機能を使い、テレホンカード対応公衆電話にこのカードを入れると、サービス番号と加入者電話番号（会員番号）を公衆電話機が自動でダイヤルし、利用者は暗証番号と通話先電話番号をダイヤルするだけで使用できるようにした。同時に「クレジット通話サービス」の愛称として「カードC」があわせて用いられるようになった。
公衆電話機に専用カードを挿入すると度数表示はアナログ機が0 0、デジタル機は無表示となる。暗証番号を3回連続して間違えた場合は不正使用防止の観点から、翌日まで一時使用停止となる。
カードCのメリットは、通話料金を後払いにできることである。カードCは基本的に10万円/月の範囲内で何時間でも通話できるが審査により利用限度額を10万円以上（最大100万円まで）に設定することも可能。また、1加入者回線に対し規定の範囲内で、複数のカードを発行することができるため、主に企業で、外出時の通話料金を一般電話料金と一括精算でき、精算や支給用テレホンカードの管理などの煩わしさから解放されるメリットもある。

### その後
サービス開始後、長らく課金システムの制約から加入電話通話料金が適用されていたが、システムの対応ができた1996年（平成8年）以降、公衆電話通話料金が適用されている。そのため、公衆電話で加入電話料金を利用できるというメリットがなくなった。
専用カードの発行は磁気カード型のみで、ICカード型は発行されなかった為、ICカード公衆電話では自動ダイヤルによる利用はできなかった。
NTTの分割化により、このサービスはNTTコミュニケーションズ提供のサービスとなった。
本サービスの利用はNTT東西の加入電話の利用者に限られるため、直収電話（KDDIやソフトバンクなどの他社）の加入者は本サービスを契約できない。NTT東西の加入電話を解約・利用休止または番号ポータビリティにより直収電話へ変更した場合、本サービスは自動的に解約となる。
2009年（平成21年）11月11日、携帯電話の普及などの理由から、新規申込み受付終了とサービス終了の予定が発表された。2009年（平成21年）12月28日に新規申込み受付を終え、2011年（平成23年）3月31日にサービスを終了した。

## 利用料金
基本料金
100円（税抜）/月
通話料
NTTコミュニケーションズが定める通話料（公衆電話と同じ料金体系）
以上を合算し、NTT東日本、NTT西日本の請求書と合算して支払うか、NTTコミュニケーションズに直接支払う。なお、オプションサービスを使用した場合、別途付加サービス利用料が必要であった。

## 利用方法

### 専用カードを使用する場合
- カードC・カードCプラス（ダイヤル側）の場合
  1. 専用カードをテレホンカードと同じように（カードCプラスは、ダイヤル側から）挿入する。
  2. （カード挿入後、電話機がサービス番号・会員番号を自動でダイヤルする。）
  3. 暗証番号をダイヤルする。
  4. 相手先の電話番号をダイヤルする。
  5. 通話終了後、挿入した専用カードが返却される。
- カードCプラス（オートダイヤル側）の場合
  1. 専用カードをオートダイヤル側から挿入する。
  2. （カード挿入後、電話機がサービス番号・会員番号・登録した電話番号を自動でダイヤルする。）
  3. 通話終了後、挿入した専用カードが返却される。

### 専用カードを使用しない、又は使用できない場合
- アナログ電話機[6]の場合
  1. 硬貨を投入するかテレホンカードを挿入する[10]。
  2. サービス番号の121をダイヤルする。
  3. 会員番号をダイヤルする。
  4. 暗証番号をダイヤルする。
  5. 相手先の電話番号をダイヤルする。
  6. 通話終了後、投入・挿入した硬貨・テレホンカードが返却される。
- デジタル電話機[8]・一般電話機の場合
  1. サービス番号の121をダイヤルする[11]。
  2. 会員番号をダイヤルする。
  3. 暗証番号をダイヤルする。
  4. 相手先の電話番号をダイヤルする。
  5. （送受話器を戻し、通話終了）

## 経緯
- 1981年（昭和56年）7月10日 - クレジット通話サービス開始（東京、大阪、福岡）
- 1983年（昭和58年）3月31日 - 全国展開
- 1996年（平成8年）
  - 8月15日 - 公衆電話通話料金の適用を申請
  - 11月1日 - 付加機能使用料金を値下げ
- 1997年（平成9年）11月17日 - 電報（115番）の利用開始
- 1998年（平成10年）7月27日 - 利用限度額の設定
- 2003年（平成15年）3月31日 - 手動方式による接続サービスを終了
- 2009年（平成21年）12月28日 - 新規申込み受付終了
- 2011年（平成23年）3月31日 - クレジット通話サービス終了

## 他社の動向
当時NTTとNCCは通話料金競争が激しかったが、途中でNTTが屋内固定電話より高い公衆電話の通話料金体系を設け、NCC側は屋内固定電話と同じ料金に据え置き、公衆電話では市内通話も含め全ての国内通話が安くなることを売りにしていた。
- 第二電電（現: KDDI）が、カードCに数か月遅れて、同様のサービス「クレジットコールカード」のサービスを開始した。しかし、携帯電話の普及による利用者の減少を理由に、2009年9月30日をもって同サービスを終了した[12]。同社では、au携帯電話への移行を呼びかけている。
- 日本テレコム（現: ソフトバンク）も「クレ・カード」[13]を提供しているが、2014年8月末日受付分をもって同サービスの新規受付を終了し、2020年3月31日にサービスを終了した[14]。
- NCCではないが国際電信電話（現: KDDI）では、国際電話のサービス「ハローカード」を提供していた。その後001国内電話サービス開始に伴い国際通話だけではなく国内通話でも利用できるようになり、名称も「KDDカード」と変更した。その後第二電電との合併に伴う社名変更により「KDDIカード」[15]へと名称変更し提供していたが、このサービスも2017年9月30日受付分をもって同サービスの新規受付を終了し、2020年3月31日にサービスを終了した。

KDDIカードとソフトバンクテレコムのクレ・カードの終了により、この種のサービスは2020年3月31日に全廃となった。
NCCのクレジット通話サービスは、携帯電話・PHS宛の発信ができない、NTTカードCでは可能なものが一部制約される部分も見られたが、前述のNCCの屋内固定電話料金を利用できるというメリットが大きかった。なお、公衆電話からKDDIカードを利用した場合はオートダイヤル機能もなく、全国一律課金料金のため長距離通話においては通話料金が安いが、近距離通話はテレホンカード等でNTT公衆電話の通話料を適用する方が安かった。
また、サービス番号にNCCの事業者識別番号を用いているため（KDDI: 0077、ソフトバンク: 0088、KDDIカード: 0055）、ピンク電話ではテレホンカード対応機の新規払い出しが終了していて、そもそもクレジットコールカードを挿入する事が出来ないものが多かった。多くのピンク電話の場合は10円を用意し、予め各電話会社より連絡されているクレジットコール番号を手入力の上で利用する事は可能だった。その場合10円は収納されずに返却され手元に戻る。